# 신성범
신성범(愼聖範, 1963년 6월 1일~)은 대한민국의 정치인이다. 제18·19·22대 국회의원이다.

## 학력
- 1976년 거창군 북상면 병곡국민학교 졸업
- 1979년 위천중학교 졸업
- 1982년 거창고등학교 졸업
- 1989년 서울대학교 사회과학대학 인류학 학사

## 경력
- 1989 KBS 공채 기자 입사
  - KBS 정치부 기자
  - KBS 사회부 기자
  - KBS 기자협회장
  - KBS 모스크바 특파원, 지국장
  - KBS 보도본부 9시 뉴스 에디터
- 2008 KBS 퇴사
- 2008년 4월 9일: 대한민국 제18대 국회의원 선거 당선(경남 산청군·함양군·거창군, 한나라당, 초선)
- 2008. 5.~2012. 5. 제18대 국회의원(경남 산청군·함양군·거창군, 한나라당→새누리당, 초선)
  - 2008. 5.~2010. 5. 제18대 국회 전반기 농림수산식품위원회 위원
  - 2010. 5.~2012. 5. 제18대 국회 후반기 예산결산특별위원회 위원
  - 2010. 5.~2012. 5. 제18대 국회 후반기 정치개혁특별위원회 위원
- 한나라당 경상남도당 산청군·함양군·거창군 당원협의회 위원장
- 한나라당 제4정책조정위원회 부위원장
- 한나라당 민생특별위원회 위원
- 한나라당 국제위원회 위원
- 한나라당 식품안전특별위원회 위원
- 한나라당 쇄신특별위원회 위원
- 한나라당 원내대변인
- 2012년 4월 11일: 대한민국 제19대 국회의원 선거 당선(경남 산청군·함양군·거창군, 새누리당, 재선)
- 2012. 5.~2016. 5. 제19대 국회의원(경남 산청군·함양군·거창군, 새누리당, 재선)
  - 2012. 6.~2016. 5. 제19대 국회 전반기 농림축산식품해양수산위원회 위원
  - 2014. 5.~2016. 5. 제19대 국회 후반기 교육문화체육관광위원회 간사
- 새누리당 경상남도당 산청군·함양군·거창군 당원협의회 위원장
- 새누리당 전임위원
- 새누리당 제1사무부총장
- 바른정당 인재영입위원장
- 바른정당 최고위원
- 바른미래당 대표전임최고위원
- 바른미래당 경상남도당 공동위원장
- 바른미래당 경상남도당 산청군·함양군·거창군·합천군 공동지역위원장
- 바른미래당 경상남도당 위원장 직무대행
- 국민의힘 제22대 국회의원 선거「국민 희망의 길」 경남선거대책위원회 남해안권관광산업발전특별위원회 공동위원장
- 2024년 4월 10일: 대한민국 제22대 국회의원 선거 당선(경남 산청군·함양군·거창군·합천군, 국민의힘, 3선)
- 2024. 5.~ 국민의힘 경상남도당 산청군·함양군·거창군·합천군 당원협의회 위원장
- 2024. 5.~ 제22대 국회의원 (경남 산청군·함양군·거창군·합천군, 국민의힘, 3선)
  - 2024. 6.~ 제22대 국회 전반기 과학기술정보방송통신위원회 위원
    - 제22대 국회 전반기 과학기술정보방송통신위원회 정보통신방송법안심사소위원회 위원
    - 제22대 국회 전반기 과학기술정보방송통신위원회 예산결산심사소위원회 위원

  - 2024. 6.~ 제22대 국회 전반기 정보위원회 위원장
  - 북한 그리고 통일 구성의원
  - 약자의눈 구성의원
  - 국회인구전략포럼 2.0 구성의원
  - 2025. 4.~ 국회 산불피해지원대책 특별위원회 위원
- 2024년 6월~2024년 7월: 국민의힘 정책위원회 산하 시급한 민생 현안 해결을 위한 민생경제안정특별위원회 위원
- 2025년 3월~: 국민의힘 헌법개정특별위원회 위원
- 2025년 5월~2025년 6월 제21대 대통령 선거 국민의힘 김문수 대통령 후보 경남 선거대책위원회 총괄선거대책위원장
- 2025년 5월~2025년 6월: 제21대 대통령 선거 국민의힘 김문수 대통령 후보 빅텐트추진단장

## 전과
- 도로교통법위반: 벌금 1,000,000원 - 1999년 3월 11일 선고[1]
- 도로교통법위반(음주운전), 도로교통법위반(무면허운전): 벌금 1,000,000원 - 2001년 6월 21일 선고[1]

## 역대 선거 결과
|  | 55.05% |

|  | 46.22% |

|  | 70.99% |

## 소속 정당
| 소속 정당 | 소속 정당    | 소속 기간 | 비고      |
| --------- | ------------ | --------- | --------- |
|           | 한나라당     | 2008~2012 | 정계 입문 |
|           | 새누리당     | 2012~2016 | 당명 변경 |
|           | 무소속       | 2016~2017 | 탈당      |
|           | 바른정당     | 2017~2018 | 창당      |
|           | 바른미래당   | 2018~2020 | 합당      |
|           | 무소속       | 2020      | 탈당      |
|           | 새로운보수당 | 2020      | 창당      |
|           | 미래통합당   | 2020      | 합당      |
|           | 국민의힘     | 2020~현재 | 당명 변경 |

## 같이 보기
- 산청군·함양군·거창군 (2004년 선거구)
- 산청군·함양군·거창군·합천군
- 거창군의 국회의원
- 산청군의 국회의원
- 함양군의 국회의원
- 합천군의 국회의원